# Кубок Андорри з футболу 2012
Кубок Андорри з футболу 2012 — 20-й розіграш кубкового футбольного турніру в Андоррі. Переможцем вдев'яте став Санта-Колома.

## Календар
| Раунд        | Дата               | Матчі | Клуби   |
| ------------ | ------------------ | ----- | ------- |
| Перший раунд | 15 січня 2012      | 2     | 18 → 16 |
| Другий раунд | 21-22 січня 2012   | 4     | 16 → 12 |
| Третій раунд | 29 січня 2012      | 4     | 12 → 8  |
| 1/4 фіналу   | 5-9 лютого 2012    | 8     | 8 → 4   |
| 1/2 фіналу   | 6-9/13 травня 2012 | 4     | 4 → 2   |
| Фінал        | 27 травня 2012     | 1     | 2 → 1   |

## Перший раунд
| Команда 1        | Рахунок | Команда 2               |
| ---------------- | ------- | ----------------------- |
| 15 січня 2012    |         |                         |
| Ла-Массана (2)   | 3:1     | Атлетік (Ескальдес) (2) |
| Принсіпат II (2) | 4:2     | Пенья Енкарнада (2)     |

## Другий раунд
| Команда 1           | Рахунок | Команда 2                      |
| ------------------- | ------- | ------------------------------ |
| 21 січня 2012       |         |                                |
| Принсіпат II (2)    | 6:4     | Енкамп (2)                     |
| 22 січня 2012       |         |                                |
| Екстременья (2)     | 2:0     | Лузітанос II (2)               |
| Ла-Массана (2)      | 1:3     | Уніо Еспортива II (2)          |
| Санта-Колома II (2) | 3:1     | Каса Естрелла дель Бенфіка (2) |

## Третій раунд
| Команда 1             | Рахунок | Команда 2                   |
| --------------------- | ------- | --------------------------- |
| 29 січня 2012         |         |                             |
| Уніо Еспортива II (2) | 2:1     | Енгордані                   |
| Принсіпат II (2)      | 0:3     | Інтер (Ескальдес-Енгордань) |
| Санта-Колома II (2)   | 0:7     | Принсіпат                   |
| Екстременья (2)       | 1:4     | Ранжерс                     |

## 1/4 фіналу
| Команда 1                   | Заг. | Команда 2      | 1-й матч | 2-й матч |
| --------------------------- | ---- | -------------- | -------- | -------- |
| 5/12 лютого 2012            |      |                |          |          |
| Уніо Еспортива II (2)       | 2:12 | Уніо Еспортива | 2:6      | 0:6      |
| 12/19 лютого 2012           |      |                |          |          |
| Ранжерс                     | 0:17 | Санта-Колома   | 0:7      | 0:10     |
| Інтер (Ескальдес-Енгордань) | 0:7  | Лузітанос      | 0:1      | 0:6      |
| Принсіпат                   | 1:9  | Сан-Жулія      | 0:3      | 1:6      |

## 1/2 фіналу
| Команда 1        | Заг. | Команда 2    | 1-й матч | 2-й матч |
| ---------------- | ---- | ------------ | -------- | -------- |
| 6/13 травня 2012 |      |              |          |          |
| Сан-Жулія        | 0:5  | Санта-Колома | 0:3      | 0:2      |
| 9/13 травня 2012 |      |              |          |          |
| Уніо Еспортива   | 2:3  | Лузітанос    | 1:1      | 1:2 дч   |

## Фінал
| 27 травня 2012 18:00 (UTC+2) |

| Лузітанос | 0:1      | Санта-Колома              |
| --------- | -------- | ------------------------- |
|           | Протокол | Луїс Філіпе 42' (автогол) |

| Комуналь д'Айшовалль, Айшоваль Арбітр: Ігнасі Вілламайор |